# Omer Taverne
Omer Taverne (Waudrez, 27 juli 1904 – Dax (Frankrijk), 10 oktober 1981) was een Belgische wielrenner. Zijn ouders hadden de Franse nationaliteit. Hij was beroepsrenner van 1927 tot 1936 en blonk uit als sprinter. In de Ronde van Frankrijk 1929 won Taverne de derde etappe in Dinan; hij was toen geen lid van een van de fabrieksploegen maar een "touriste-routier", wat dit tot een uitzonderlijke prestatie maakte. In de Ronde van Frankrijk 1930 won hij de vierde etappe in Vannes. In 1930 won hij ook het Kampioenschap van Zürich.
Hij kwam na zijn wielerloopbaan in Parijs te wonen en runde er een fietsenzaak.

## Overwinningen
1922
- Binche - Tournai - Binche

1924
- Luik-Malmedy-Luik

1926
- Binche - Tournai - Binche

1929
- 3e etappe Ronde van Frankrijk

1930
- Kampioenschap van Zürich
- 4e etappe Ronde van Frankrijk

## Resultaten in voornaamste wedstrijden
| Jaar | Ronde van Italië | Ronde van Frankrijk | Ronde van Spanje |
| ---- | ---------------- | ------------------- | ---------------- |
| 1929 |                  | 21e (1)             |                  |
| 1930 |                  | 29e (1)             |                  |
| 1931 |                  |                     |                  |
| 1935 |                  |                     |                  |

| Jaar | Ronde van Vlaanderen | Parijs-Roubaix | Luik-Bast.‑Luik | Kampioenschap van Zürich | Parijs-Tours |
| ---- | -------------------- | -------------- | --------------- | ------------------------ | ------------ |
| 1925 |                      |                | 10e             |                          |              |
| 1926 |                      |                | 15e             |                          |              |
| 1927 |                      |                |                 |                          | 45e          |
| 1928 |                      |                |                 |                          |              |
| 1929 |                      |                |                 |                          |              |
| 1930 | 9e                   |                |                 |                          |              |
| 1931 | 20e                  |                |                 | Goud                     |              |
| 1932 |                      |                |                 |                          |              |
| 1934 |                      | opgave         |                 |                          |              |
| 1935 |                      | 7e             |                 |                          |              |

## Ploegen
- 1927 - Peugeot-Dunlop
- 1930 - Oscar Egg
- 1931 - Oscar Egg
- 1934 - Alcyon-Dunlop
- 1935 - Alcyon-Dunlop
- 1936 - Alcyon-Dunlop